# Principauté d'Orange
Pour les articles homonymes, voir Orange.
Pour le vin, voir Principauté-d'orange (IGP).
fin du XIIe siècle – 1713
Entités précédentes :
- Royaume d'Arles (comté d'Orange)

Entités suivantes :
- Royaume de France (Dauphiné)

Ne doit pas être confondu avec Principauté d'Orange-Nassau.
La principauté d'Orange est un fief du Saint-Empire romain germanique, érigé à la fin du XIIe siècle, en principauté souveraine, jusqu'à sa disparition en 1713.
Son territoire est entièrement enclavé dans le Comtat Venaissin, avec pour capitale la ville d'Orange, situé dans l'actuel département de Vaucluse.
Créée à la fin du XIIe siècle en faveur de la famille de/des Baux, la principauté passe par mariage aux Chalon, en 1393, puis à neveu issu de la maison de Nassau, en 1530. Ces derniers la conservent jusqu'à leur renoncement officiel en 1713, après plusieurs occupations françaises et la mort de son dernier représentant Guillaume III d'Orange-Nassau († 1702), roi d'Angleterre.
Le titre de princesse d'Orange est actuellement porté par une descendante des Orange-Naussau, la princesse héritière Catharina-Amalia des Pays-Bas. 

## Histoire
Selon Joseph de La Pise, greffier au Parlement d'Orange et auteur d'une histoire de la principauté d'Orange, à la suite de son père Jacques de la Pise (1607), qui dédie ses travaux en 1639 à son prince le stathouder Frédéric-Henri d'Orange-Nassau, la principauté a appartenu à « quatre races qui y ont régné souverainement », les Nice-Orange, les Baux, les Chalon, les Nassau. Il désigne comme fondateur de cette principauté « Guillaume au Cornet », un héros légendaire médiéval, farouche guerrier, défenseur de la papauté et libérateur de la cité d'Orange occupée par les Sarrasins, vers 793, et sujet d'une chanson de geste,.

### Avant la principauté
À la suite du traité de Verdun (843), le territoire d'Orange relève de la Francie médiane, puis du royaume d'Arles, avant de devenir un fief du Saint-Empire.
Au milieu du Xe siècle siècle, les Mévouillon « suivent, au gré des alliances et des donations en précaires, un mouvement de migration d'ouest en est et se fixent, peu à peu, sur la rive gauche du Rhône, dans une région qui est comprise entre Orange et le Nyonsais et qui est actuellement à cheval sur le nord du département du Vaucluse et le sud du département de la Drôme. »
Le territoire passe vers le milieu du XIe siècle au lignage provençal des Nice-Orange-Mévouillon,. le miles Raimbaud (entre 1032 et 1062) porte dans un acte l'épithète d'Orange (Cartulaire de la cathédrale de Nice, 8, 21 mars 1046, Raimbaldus Autdeperus, plus probablement Aurasicensis),. « Bien que cette interprétation soit douteuse » (Varano, 2011), des historiens se sont intéressés à la provenance de ces biens dans les environs d'Orange, optant soient par l'achat, soit par deux des trois mariages de Raimbaud, selon l'hypothèse de Ripert-Monclar (1907),. Raimbaud et sa femme Adélaïde/Azalaïs de Reillanne acquièrent les biens de l'Église d'Orange, expliquant notamment la vacance du siège épiscopal vers 1064/1070.
Son petit-fils, Raimbaud II, est qualifié de comte d'Orange, ainsi que la fille de ce dernier, Tiburge d'Orange (Tiburgis de Aurasica civitate).

### Les Baux, premiers princes d'Orange
Françoise Gasparri (1985), archiviste-paléographe, rappelle que la principauté est fondée, dans des circonstances qui restent inconnue en l'état actuel des connaissances, par Tiburge II († apr. 1198). La maison seigneuriale des Baux obtient le contrôle de la seigneurie d'Orange, vers la fin du XIIe siècle, à la suite du mariage de Tiburge II avec son second époux, vers 1163, Bertrand Ier des Baux.
En 1163, l'empereur Frédéric Barberousse érige Orange en principauté,. À partir de 1176, Orange relève directement du Saint-Empire
À la mort de Bertrand Ier, en 1181, et à la suite du règne de son troisième fils, Guillaume V/Guillaume Ier de(s) Baux (1181-1224), la principauté est codirigée par ses deux fils, Guillaume VI/Guillaume II et Raymond I (1225-1239). Pour Florian Mazel (Mazel, 2006) Guillaume Ier des Baux-Orange est l'« artisan de sa transformation en véritable principauté à partir de 1199 au moins » (Mazel, 2006).
Raymond I « règne ensuite avec ses neveux et petits-neveux, enfants et petits-enfants de Guillaume VI ».

### Les Chalon-Arlay-Orange (1181-1544)
La principauté passe aux Chalon-Arlay, tige des Chalon, en 1393 à la mort de Raimond V, sa fille Marie des Baux d'Orange ayant épousé en 1386 Jean de Chalon d'Arlay.
En 1544, le dernier descendant de la maison de Chalon, René, fils de Henri III de Nassau-Breda et de Claude de Chalon, meurt sans descendance.

### Guillaume d'Orange-Nassau (1544-1584)
Il laisse la principauté à un cousin en ligne paternelle Guillaume de Nassau-Dillenbourg le Taciturne (1533-1584), qui n'est donc pas un descendant des princes originels. 
Celui-ci, âgé de 11 ans, doit abjurer le protestantisme et vit ensuite aux Pays-Bas, sous le contrôle de la régente Marie de Hongrie, sœur de l'empereur Charles Quint, souverain des Pays-Bas ainsi que roi de Castille et d'Aragon. Devenu adulte, Guillaume d'Orange-Nassau entre au service de Charles Quint, alors très souvent en guerre contre la France (sixième à dixième guerres d'Italie), puis de son fils Philippe (onzième guerre d'Italie). 
Occupée par l'armée française, la principauté d´Orange est annexée unilatéralement par le roi Henri II en 1551 et intégrée au Dauphiné. Cependant, en 1559, les traités du Cateau-Cambrésis prévoient qu'elle soit restituée à Guillaume. La restitution a lieu peu après la mort d´Henri II, sous le règne de François II.
Après le retour de la paix, Philippe part vers l'Espagne dont il est devenu le roi Philippe II, confiant la régence des Pays-Bas à sa demi-sœur, Marguerite de Parme. Guillaume d'Orange, membre du Conseil d'État, est un des premiers personnages du gouvernement au début des années 1560. 
Mais les tensions entre le roi d'Espagne et les Néerlandais aboutissent au soulèvement de 1568, dont Guillaume prend la tête. En 1581, sept des dix-sept provinces font sécession, formant ce qui va devenir la république des Provinces-Unies. Guillaume est assassiné en juin 1584 par un agent de Philippe II.
En tant que prince d'Orange, Guillaume est notamment à l'origine de la publication en 1567 d'un recueil d'ordonnances de la principauté :

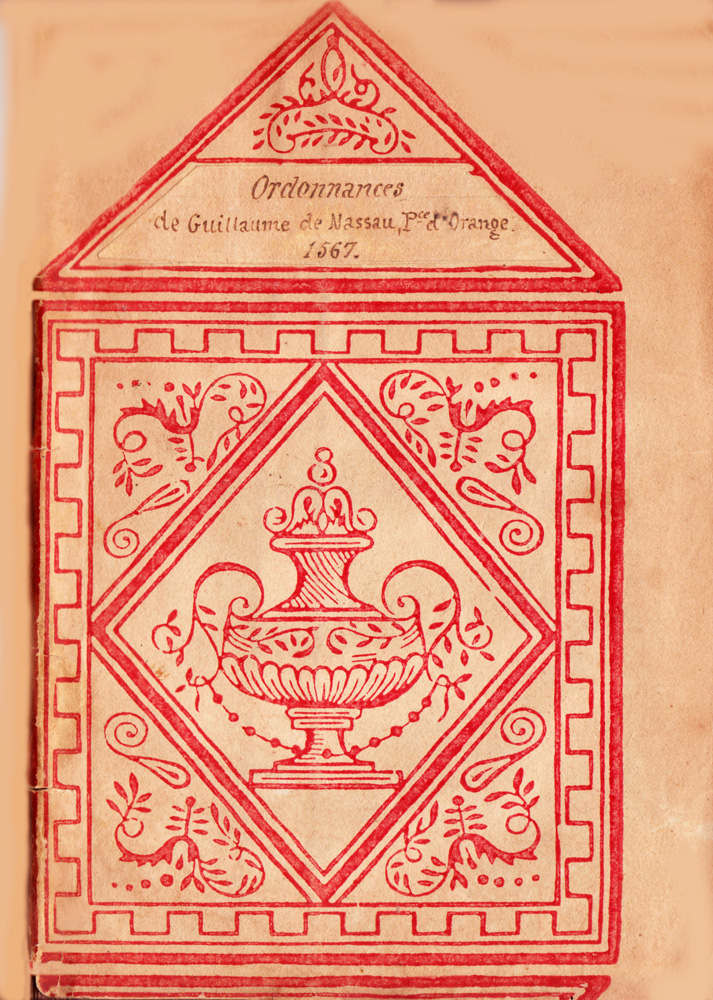
Ordonnances de la principauté (1567), couverture
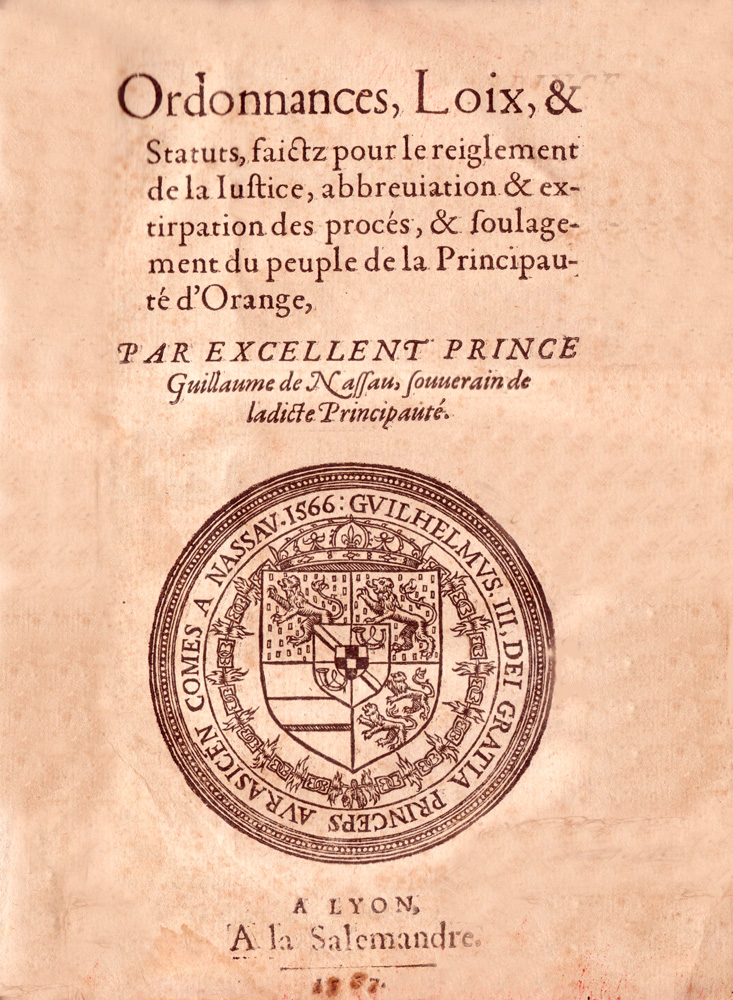
Page de garde, avec le sceau de Guillaume de Nassau

### Fin de la principauté
Louis XIV occupe plusieurs fois le territoire de la principauté dans le cadre des guerres contre les Provinces-Unies (couramment appelées « Hollande »), dont la personnalité politique principale est alors le stathouder Guillaume III d'Orange-Nassau (roi d’Angleterre et d’Écosse à partir de 1688) : en 1673, 1679, 1690 et 1697.
Après la mort de Guillaume III en 1702, Louis XIV profite des démêlés concernant sa succession pour occuper la principauté,. 
Il engage une procédure devant le Parlement de Paris, qui lui reconnaît la propriété éminente sur la principauté en attribuant la propriété utile à François-Louis de Bourbon-Conti, héritier des Chalon. 
Cette annexion est reconnue lors des traités d'Utrecht en 1713 par la maison d'Orange-Nassau, qui renonce à ses droits sur Orange. 
La principauté d'Orange est réunie au Dauphiné en 1734. 
En 1793, son territoire est réuni à celui du département de Vaucluse.

## Territoire

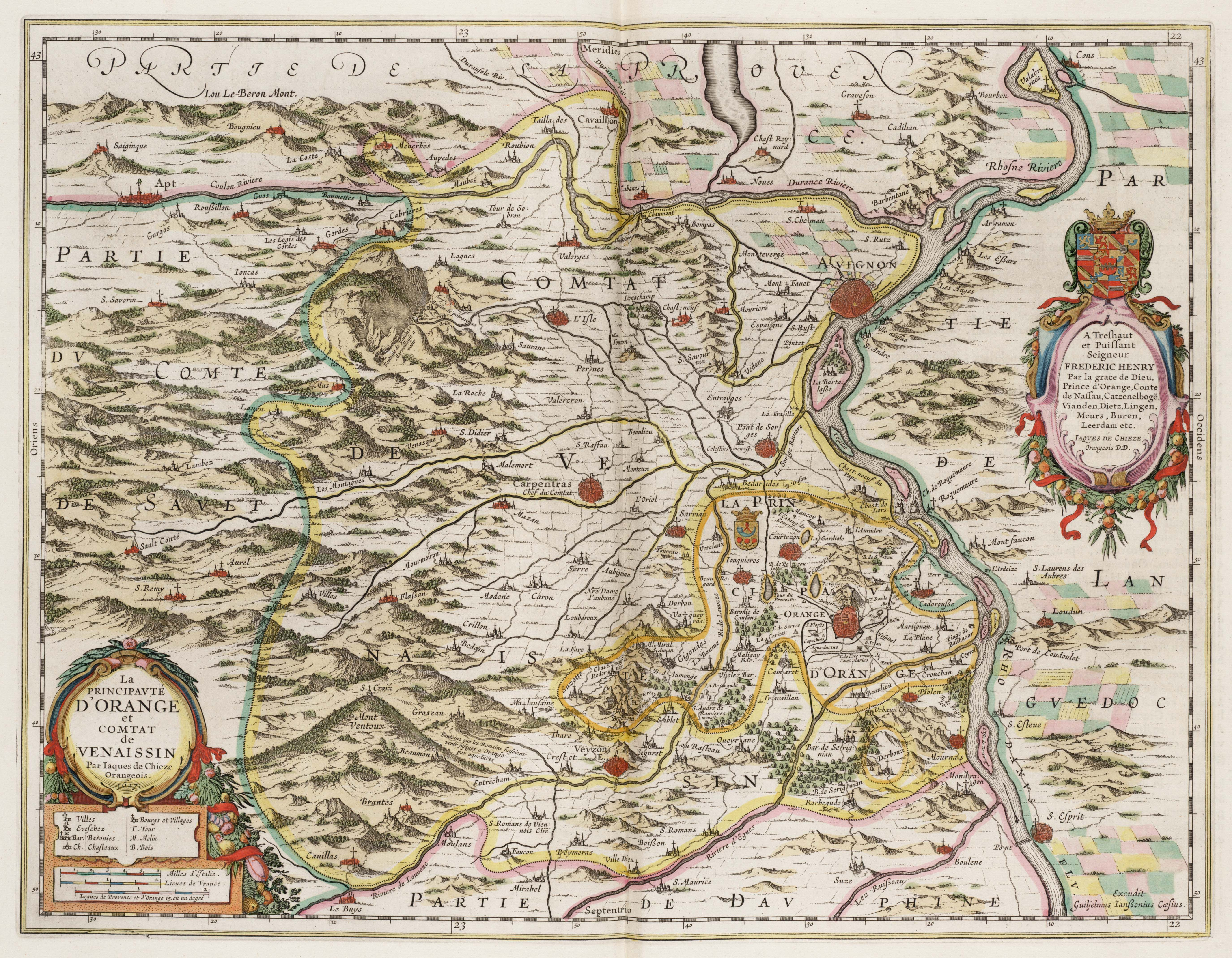
Carte de la principauté dans la première moitié du XVIIe siècle, reproduite de lAtlas Maior de Willem Blaeu (1627). Le nord est en bas.

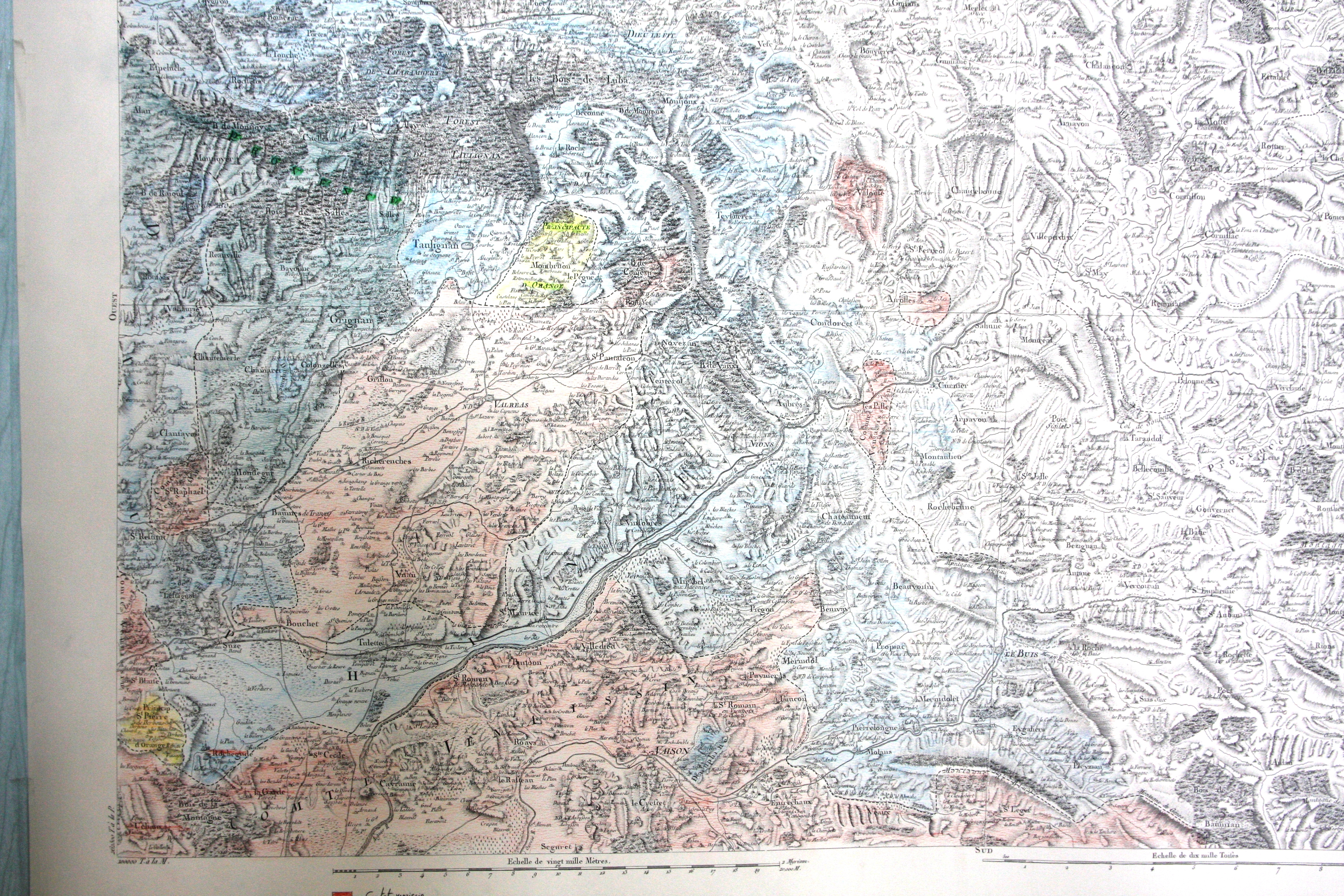
Agrandissement et coloriage d'une partie de la section 121 de la carte de Cassini, mettant en évidence, en jaune, les enclaves de la principauté d'Orange dans le bas-Dauphiné, en bleu, les enclaves provençales, en rouge, celles du Comtat Venaissin.

### Délimitation et situation
D'une superficie d'environ 180 km2, la principauté avait un territoire d'environ 19 km de long sur 15 km de large, s'allongeant du Rhône aux Dentelles de Montmirail. 
La frontière sur le Rhône était limitrophe du royaume de France (vicomté de Nîmes, puis province du Languedoc), les autres du Comtat Venaissin.
Elle comportait aussi trois enclaves en Dauphiné, terre d'Empire qui devient française au XIVe siècle.

### Paroisses enclavées dans le Comtat Venaissin
En plus d'Orange, la principauté comprenait les communautés d'habitants suivantes :
- Bouchet (du XIIIe au XIVe siècle seulement)[16];
- Causans, aujourd'hui partie de Jonquières[C 2] ;
- Châteauneuf-de-Redortier, aujourd'hui, partie de Suzette[C 3]) ;
- Courthézon[C 4] ;
- Derboux, aujourd'hui, partie de Mondragon[C 5]) ;
- Gigondas[C 6] ;
- Jonquières[C 7] ;
- Montmirail ;
- Montréal-les-Sources[17] ;
- Montségur[18], jusqu'à son rattachement au comté de Grignan[Quand ?] en Provence ;
- Saint-Blaise, aujourd'hui dépendant de Bollène[C 1] (il y subsiste un donjon ruiné et une chapelle romane) ;
- Suze-la-Rousse[17]
- Suzette[C 8] ;
- Saint-André-de-Ramières, aujourd'hui, partie de Gigondas ;
- Tulette[17], du XIIIe au XVIe siècle (annexion par la France et rattachement au Dauphiné) ;
- Violès[C 9].

### Paroisses enclavées dans le Dauphiné
- Condorcet[18] ;
- Monbrison[17],[18] ;
- Villebois-les-Pins[17], pour laquelle, en 1256, il y a un hommage du seigneur Guillaume des Baux, prince d'Orange, au sénéchal de Provence.

## Postérité
La descendance des princes d'Orange est innombrable :
- Maison de Chalon d'Arlay d'Orange : en 1544, à la mort de René de Chalon-Nassau, la postérité du prince Louis est certes éteinte (Nassau ou Seyssel-La Chambre ; ce qui n'empêcha point la revendication du titre princier par une branche des Nassau — voir ci-dessous — et une branche des Seyssel-La Chambre, les deux non issues de l'ancienne lignée des princes d'Orange). Mais il reste la descendance du frère cadet du prince Louis, Jean de Chalon seigneur de Vitteaux et de L'Isle-sous-Montréal, tige des comtes de Joigny ; et celle de leur sœur Alix de Chalon, femme de Guillaume V de Vienne, seigneur de Sainte-Croix, Seurre et Saint-Georges, Joux, Bussy, fils de Guillaume IV. 
  - La première conduit aux Mailly-Nesle[19] : voir ci-dessous ;
  - la seconde à Jeanne de Hochberg et à sa postérité : Orléans-Longueville, Condé-Soissons et Savoie-Carignan-rois d'Italie, Savoie-Nemours et Savoie (Victor-Amédée II), Louis XV, d'Albert de Luynes (cf. Louis-Henri de Bourbon-Soissons), Brissac et Villeroy (cf. 1), Matignon-Grimaldi de Monaco, Colbert de Seignelay et Montmorency...
- Maison des Baux-de-Provence : postérité notamment dans les seigneurs des Baux comtes d'Avellino (alliés par exemple aux Poitiers-Valentinois : Diane en descend), et dans les branches italiennes : les del Balzo ducs d'Andria (cf. Marguerite des Baux x Pierre Ier de Luxembourg, comte de St-Pol, Brienne et Conversano : Henri IV descend de leur arrière-petite-fille Marie de Luxembourg) ; les Orsini del Balzo (5), issus des del Balzo di Soleto comme les del Balzo d'Alessano (4), avec une immense descendance européenne : cf. les articles Aliénor Plantagenêt et Tarente.

## Revendication du titre deprince d'Orange
- Maison d'Orange-Nassau

Guillaume III désigna dans son testament comme héritier Jean Guillaume Friso de Nassau, descendant en lignée mâle du frère du Taciturne et par les femmes du Taciturne lui-même. Jean-Guillaume Friso fut désigné héritier des princes d'Orange aux Pays-Bas, et plusieurs de ses descendants furent stadhouders. Cette prétention se fondait sur la loi salique et sur le testament de Guillaume III, mais sans possession territoriale réelle depuis 1702 († de Guillaume) / 1713 (Paix d'Utrecht). La France ne leur permit en effet jamais d'obtenir quoi que ce soit de la principauté elle-même, mais ils en portèrent le titre chez eux. C'est ainsi que ce titre fit partie, comme titre souverain, de la titulature des derniers stadhouders des Provinces-Unies et de la famille royale néerlandaise actuelle, la maison d'Orange-Nassau.
- Maison de Mailly-Nesle

Après l'annexion par la France en 1673, Louis XIV autorisa en 1706 Louis de Mailly-Nesle, marquis de Nesle (1689-1764), héritier de la maison de Coligny (et de la maison de Chalon comme vu plus haut), à porter le titre de prince d'Orange. Ce dernier n'eut que des filles, mais cela n'était pas un obstacle empêchant une éventuelle succession (par trois fois les femmes avaient transmis le titre : Tiburge d'Orange, Marie des Baux, Claude de Chalon), et Charles de Vintimille (bâtard présumé de Louis XV mais officiellement fils légitime de Pauline-Félicité de Mailly-Nesle et de Jean-Baptiste (1720-1777) comte de Vintimille du Luc) était sans doute apte à recueillir l'héritage. Cependant, une branche cadette de la famille de Mailly, non issue du bénéficiaire, prit ensuite le titre de courtoisie de « prince d'Orange » avec Adrien-Joseph-Augustin-Amalric (1792-1878) et son fils Ferry-Alexandre de Mailly d'Haucourt (1821-1872),.
- Maison de Bourbon-Conti

Louis XIV réunit Orange à la Couronne et donna cette principauté en 1712 à Louis Armand II de Bourbon-Conti (1695-1727 ; descendant de Marie de Luxembourg ci-dessus), fils de François-Louis, le Grand Conti (1664-1709), lui-même l'héritier de Jean-Louis d'Orléans dernier duc de Longueville, à la mort de ce dernier en 1694.

## Liste des seigneurs d'Orange

### Maison de/des Baux
| N° | Nom                   | Blason | Naissance | Créé prince d'Orange                     | Cessé d'être prince d'Orange | Mort                       | Autres titres                                 | Princesse d'Orange                        |
| -- | --------------------- | ------ | --------- | ---------------------------------------- | ---------------------------- | -------------------------- | --------------------------------------------- | ----------------------------------------- |
| 1. | Bertrand Ier des Baux |        | 1110/1115 | v.1173 héritage d'Orange par son mariage | avril/octobre 1180           | avril/octobre 1180         | Seigneur des Baux et de Berre,                | Thiburge II d'Orange                      |
| 2. | Guillaume Ier         |        | 1155      | 31 octobre 1180                          | avant le 30 juillet 1218     | avant le 30 juillet 1218   | Premier prince d'Orange, seigneur des Baux    | 1. Ermengarde de Mévouillon 2. Alix       |
| 3. | Guillaume II          |        | -         | 31 octobre 1180                          | avant le 1er novembre 1239   | avant le 1er novembre 1239 | Coprince (avec ses frères); Seigneur des Baux | Précieuse                                 |
| 4. | Raymond Ier           |        | -         | avant le 30 juillet 1239                 | 1282                         | 1282                       | Seigneur des Baux                             | Malberjone d'Aix                          |
| 5. | Bertrand II           |        | -         | 1282                                     | après le 21 juillet 1314     | après le 21 juillet 1314   | Seigneur des Baux                             | Éléonore de Genève                        |
| 6. | Raymond II            |        | -         | après le 21 juillet 1314                 | 1340, après le 9 septembre   | 1340, après le 9 septembre | Seigneur des Baux et de Condorcet             | Anne de Viennois                          |
| 7. | Raymond III           |        | -         | après le 9 septembre 1340                | 10 février 1393              | 10 février 1393            | après le 9 septembre                          | 1. Constance of Trian 2. Jeanne de Genève |
| 8. | Marie des Baux        |        | -         | 10 février 1393                          | octobre 1417                 | octobre 1417               | wikt:Dame d'Arlay, Cuiseaux et Vitteaux       | Jean Ier                                  |

### Maison de Chalon-Arlay
Les Chalon, seigneurs d'Arlay sont une branche cadette de la maison de Chalon. Elle accède à la tête de la principauté par le mariage de Jean III de Chalon-Arlay avec Marie des Baux, héritière d'Orange.
| N°  | Nom                | Portrait | Blason | Naissance    | Créé prince d'Orange | Cessé d'être prince d'Orange | Mort              | Autres titres | Princesse d'Orange                                                     |
| --- | ------------------ | -------- | ------ | ------------ | -------------------- | ---------------------------- | ----------------- | --- | ---------------------------------------------------------------------- |
| 9.  | Jean Ier de Chalon | -        |        | -            | 10 février 1393      | octobre 1417                 | 2 septembre 1418  | Seigneur d'Arlay, Cuiseaux et Vitteaux | Marie des Baux                                                         |
| 10. | Louis Ier          | -        |        | 1390         | octobre 1417         | 3 décembre 1463              | 3 décembre 1463   | Seigneur d'Arlay, Arguel, Orbe et Echelens | 1. Jeanne de Montbéliard 2. Éléonore d'Armagnac 3. Blanche de Gamaches |
| 11. | Guillaume II       | -        |        | -            | 3 décembre 1463      | 27 septembre 1475            | 27 septembre 1475 | Seigneur d'Arlay et Arguel | Catherine de Bretagne                                                  |
| 12. | Jean II            | -        |        | 1443         | 27 septembre 1475    | 15 avril 1502                | 15 avril 1502     | Comte de Tonnerre; seigneur d'Arlay, Arguel et Montfaucon; amiral de Guyenne | 1. Jeanne de Bourbon 2. Philiberte de Luxembourg                       |
| 13. | Philibert          |          |        | 18 mars 1502 | 15 avril 1502        | 3 août 1530                  | 3 août 1530       | Vice-roi de Naples; prince de Melfi; duc de Gravina; comte de Tonnerre, Charny, Penthièvre; vicomte de Besançon; seigneur d'Arlay, Nozeroy, Rougemont, Orgelet et Montfaucon, lieutenant général de l'armée impériale | non marié                                                              |

### Maison d'Orange-Nassau
René de Nassau hérite de son oncle Philibert la principauté d'Orange. Il prend alors le nom et les armes de la maison de Chalon-Orange. Il est resté dans l'histoire sous le nom de René de Chalon plutôt que comme « René de Nassau-Breda ». À sa mort, sans héritier légitime direct, ses possessions passent à son cousin germain Guillaume, mettant fin au lien entre la maison de Chalon et la principauté d'Orange.
Guillaume Ier de Nassau (1544-1584), dit Guillaume le Taciturne, cousin du précédent, fut le premier stadthouder des Provinces-Unies. À l'origine comte d'un petit comté allemand faisant partie du duché de Nassau et héritier de son père de quelques fiefs en Hollande, il agrandit ses possessions aux Pays-Bas (seigneurie de Bréda entre autres) par l'héritage de son cousin René, prince d'Orange, alors qu'il n'avait que 11 ans.

#### Les princes souverains d'Orange
| No  | Nom                                                                                   | Portrait | Blason | Naissance        | Créé prince d'Orange | Cessé d'être prince d'Orange | Mort            | Autres titres | Princesse d'Orange                                                              |
| --- | ------------------------------------------------------------------------------------- | -------- | ------ | ---------------- | -------------------- | ---------------------------- | --------------- | --- | ------------------------------------------------------------------------------- |
| 14. | René de Nassau dit René de Chalon, neveu du précédent                                 |          |        | 5 février 1519   | 3 août 1530          | 15 juillet 1544              | 15 juillet 1544 | Stadhouder de Hollande, Zélande, Utrecht et Gueldre ; comte de Nassau et Vianden; vicomte d'Anvers; baron de Breda, Diest, Herstal, Warneton, Beilstein, Arlay et Nozeroy; seigneur de Dasburg, Mont-Sainte-Gertrude, Hooge en Lage Zwaluwe, Klundert, Montfort, Naaldwijk, Niervaart, Polanen, Steenbergen, Bütgenbach, Saint-Vith et Besançon. | Anne de Lorraine                                                                |
| 15. | Prince Guillaume Ier d'Orange-Nassau, dit Guillaume le Taciturne, cousin du précédent |          | ,      | 24 avril 1533    | 15 juillet 1544      | 10 juillet 1584              | 10 juillet 1584 | Stadhouder de Hollande, Zélande, Utrecht et Frise; Marquis de Veere et Flessingue, Comte de Nassau-Dillenburg, Katzenelnbogen et Vianden; Vicomte de Anvers; Baron de Bréda, Pays de Cuijk, Grave, Diest, Herstal, Warneton, Beilstein, Arlay et Nozeroy; Seigneur de Dasburg, Mont-Sainte-Gertrude, Hooge en Lage Zwaluwe, Klundert, Montfort, Naaldwijk, Niervaart, Polanen, Steenbergen, Willemstad, Bütgenbach, Saint-Vith et Besançon. | 1. Anna van Egmont 2. Anne de Saxe 3. Charlotte de Bourbon 4. Louise de Coligny |
| 16. | Prince Philippe-Guillaume, fils du précédent                                          |          | [ 24 ] | 19 décembre 1554 | 10 juillet 1584      | 20 février 1618              | 20 février 1618 | Comte de Nassau-Dillenburg, Buren, Leerdam, Katzenelnbogen et Vianden; Vicomte de Anvers; Baron de Bréda, Cranendonck, Pays de Cuijk, Eindhoven, Grave, IJsselstein, Diest, Herstal, Warneton, Beilstein, Arlay et Nozeroy; Seigneur de Dasburg, Mont-Sainte-Gertrude, Hooge en Lage Zwaluwe, Klundert, Montfort, Naaldwijk, Niervaart, Polanen, Steenbergen, Sint-Maartensdijk, Willemstad, Bütgenbach, Saint-Vith et Besançon. | Éléonore de Bourbon                                                             |
| 17. | Prince Maurice, frère du précédent                                                    |          | ,      | 14 novembre 1567 | 20 février 1618      | 23 avril 1625                | 23 avril 1625   | Stadhouder de Hollande, Zélande, Utrecht, Gueldre, Overijssel et Groningue; Marquis de Veere et Flessingue; Comte de Nassau-Dillenburg, Buren, Leerdam, Katzenelnbogen et Vianden; Vicomte de Anvers; Baron de Aggeris, Bréda, Cranendonck, Pays de Cuijk, Daesburg, Eindhoven, Grave, De Lek, IJsselstein, Diest, Grimbergen, Herstal, Warneton, Beilstein, Bentheim-Lingen, Moers, Arlay et Nozeroy; Seigneur de Dasburg, Mont-Sainte-Gertrude, Hooge en Lage Zwaluwe, Klundert, Montfort, Naaldwijk, Niervaart, Polanen, Steenbergen, Sint-Maartensdijk, Willemstad, Bütgenbach, Saint-Vith et Besançon.                                                                                             | non marié                                                                       |
| 18. | Prince Frédéric-Henri, frère du précédent                                             |          | [ 24 ] | 29 janvier 1584  | 23 avril 1625        | 14 mars 1647                 | 14 mars 1647    | Stadhouder de Hollande, Zélande, Utrecht, Gueldre et Overijssel; Marquis de Veere et Flessingue; Comte de Nassau-Dillenburg, Buren, Leerdam, Katzenelnbogen et Vianden; Vicomte de Anvers; Baron de Aggeris, Bréda, Cranendonck, Pays de Cuijk, Daesburg, Eindhoven, Grave, De Lek, IJsselstein, Diest, Grimbergen, Herstal, Warneton, Beilstein, Bentheim-Lingen, Moers, Arlay et Nozeroy; Seigneur de Dasburg, Mont-Sainte-Gertrude, Hooge en Lage Zwaluwe, Klundert, Montfort, Naaldwijk, Niervaart, Polanen, Steenbergen, Sint-Maartensdijk, Willemstad, Bütgenbach, Saint-Vith et Besançon. | Amélie de Solms-Braunfels                                                       |
| 19. | Prince Guillaume II, fils du précédent                                                |          | [ 24 ] | 27 mai 1626      | 14 mars 1647         | 6 novembre 1650              | 6 novembre 1650 | Stadhouder de Hollande, Zélande, Utrecht, Gueldre et Overijssel; Marquis de Veere et Flessingue; Comte de Nassau-Dillenburg, Buren, Leerdam, Katzenelnbogen et Vianden; Vicomte de Anvers; Baron de Aggeris, Bréda, Cranendonck, Pays de Cuijk, Daesburg, Eindhoven, Grave, De Lek, IJsselstein, Diest, Grimbergen, Herstal, Warneton, Beilstein, Bentheim-Lingen, Moers, Arlay et Nozeroy; Seigneur de Dasburg, Mont-Sainte-Gertrude, Hooge en Lage Zwaluwe, Klundert, Montfort, Naaldwijk, Niervaart, Polanen, Steenbergen, Sint-Maartensdijk, Turnhout, Willemstad, Zevenbergen, Bütgenbach, Saint-Vith et Besançon.                                                                                 | Marie Henriette Stuart                                                          |
| 20. | Prince Guillaume III, fils du précédent                                               |          | [ 24 ] | 14 novembre 1650 | 6 novembre 1650      | 8 mars 1702                  | 8 mars 1702     | Roi d'Angleterre, Écosse et Irlande, Stadhouder de Hollande, Zélande, Utrecht, Gueldre et Overijssel; Marquis de Veere et Flessingue; Comte de Nassau-Dillenburg, Buren, Leerdam, Katzenelnbogen et Vianden; Vicomte de Anvers; Baron de Aggeris, Bréda, Cranendonck, Pays de Cuijk, Daesburg, Eindhoven, Grave, De Lek, IJsselstein, Diest, Grimbergen, Herstal, Warneton, Beilstein, Bentheim-Lingen, Moers, Arlay et Nozeroy; Seigneur de Baarn, Bredevoort, Dasburg, Mont-Sainte-Gertrude, Hooge en Lage Zwaluwe, Klundert, 't Loo, Montfort, Naaldwijk, Niervaart, Polanen, Steenbergen, Sint-Maartensdijk, Soest, Ter Eem, Turnhout, Willemstad, Zevenbergen, Bütgenbach, Saint-Vith et Besançon. | Marie II d'Angleterre                                                           |

#### Le titre de noblesse personnelle
| No  | Nom | Portrait | Blason | Hérite de             | Naissance          | Créé prince d'Orange | Cessé d'être prince d'Orange                                           | Mort            | Autres titres | Princesse d'Orange                       |
| --- | --- | -------- | ------ | --------------------- | ------------------ | -------------------- | ---------------------------------------------------------------------- | --------------- | --- | ---------------------------------------- |
| 21. | Jean Guillaume Friso de Nassau, descendant par lignée mâle d'un frère du Taciturne et arrière-petit-fils direct du Taciturne. |          |        | Guillaume III         | 4 août 1687        | 8 mars 1702          | 14 juillet 1711                                                        | 14 juillet 1711 | Stadhouder de Frise et Groningue; Fürst de Nassau-Dietz; Prince d'Orange-Nassau; Marquis de Veere et Flessingue; Comte de Buren, Leerdam, Katzenelnbogen, Spiegelberg et Vianden; Vicomte de Anvers; Baron de Aggeris, Bréda, Cranendonck, Pays de Cuijk, Daesburg, Eindhoven, Grave, De Lek, IJsselstein, Diest, Grimbergen, Herstal, Warneton, Beilstein, Arlay et Nozeroy; Seigneur héréditaire d'Ameland; Seigneur de Baarn, Bredevoort, Dasburg, Mont-Sainte-Gertrude, Hooge en Lage Zwaluwe, Klundert, Liesveld, 't Loo, Montfort, Naaldwijk, Niervaart, Polanen, Steenbergen, Sint-Maartensdijk, Soest, Ter Eem, Turnhout, Willemstad, Zevenbergen, Bütgenbach, Saint-Vith et Besançon.                        | Landgravine Marie Louise de Hesse-Kassel |
| 22. | Prince Guillaume IV, fils du précédent                                                                                        |          |        | Jean Guillaume Friso, | 1er septembre 1711 | 1er septembre 1711   | 22 octobre 1751                                                        | 22 octobre 1751 | Stadhouder général des Provinces-Unies; Prince d'Orange-Nassau; Marquis de Veere et Flessingue; Comte de Buren, Culemborg, Leerdam et Vianden; Vicomte de Anvers; Baron de Aggeris, Bréda, Cranendonck, Pays de Cuijk, Daesburg, Eindhoven, Grave, De Lek, IJsselstein, Diest, Grimbergen, Herstal, Warneton, Arlay et Nozeroy; Seigneur héréditaire d'Ameland; Seigneur de Baarn, Bredevoort, Dasburg, Mont-Sainte-Gertrude, Hooge en Lage Zwaluwe, Klundert, Liesveld, 't Loo, Montfort, Naaldwijk, Niervaart, Polanen, Steenbergen, Sint-Maartensdijk, Soest, Ter Eem, Turnhout, Willemstad, Zevenbergen, Bütgenbach, Saint-Vith et Besançon.                                                                      | Anne, Princesse royale                   |
| 23. | Prince Guillaume V, fils du précédent                                                                                         |          |        | Guillaume IV          | 8 mars 1748        | 22 octobre 1751      | 9 avril 1806                                                           | 9 avril 1806    | Stadhouder général des Provinces-Unies; Prince d'Orange-Nassau; Marquis de Veere et Flessingue; Comte de Buren, Culemborg, Leerdam et Vianden; Vicomte de Anvers; Baron de Aggeris, Bréda, Cranendonck, Pays de Cuijk, Daesburg, Eindhoven, Grave, De Lek, IJsselstein, Diest, Grimbergen, Herstal, Warneton, Arlay et Nozeroy; Seigneur héréditaire d'Ameland; Seigneur de Baarn, Bredevoort, Borculo, Dasburg, Mont-Sainte-Gertrude, Hooge en Lage Zwaluwe, Klundert, Lichtenvoorde, Liesveld, 't Loo, Montfort, Naaldwijk, Niervaart, Polanen, Steenbergen, Sint-Maartensdijk, Soest, Ter Eem, Turnhout, Willemstad, Zevenbergen, Bütgenbach, Saint-Vith et Besançon.                                              | Princesse Wilhelmine de Prusse           |
| 24. | Guillaume VI d'Orange-Nassau, fils du précédent                                                                               |          |        | Guillaume V           | 24 août 1772       | 9 avril 1806         | 16 mars 1815 titre supprimé lorsqu'il devient premier roi des Pays-Bas | 7 octobre 1840  | Prince d'Orange-Nassau, marquis de Veere et de Flessingue, comte de Buren, de Culemborg, de Leerdam et de Vianden, vicomte d'Anvers, Baron d'Aggeris, de Bréda, de Cranendonck, de Pays de Cuijk, de Daesburg, d'Eindhoven, de Grave, de De Lek, d'IJsselstein, de Diest, de Grimbergen, de Herstal, de Warneton, d'Arlay et de Nozeroy, seigneur d'Ameland, de Baarn, de Bredevoort, de Borculo, de Mont-Sainte-Gertrude, de Hooge en Lage Zwaluwe, de Klundert, de Lichtenvoorde, de Liesveld, de Het Loo, de Montfort, de Naaldwijk, de Niervaart, de Polanen, de Steenbergen, de Sint-Maartensdijk, de Soest, de Ter Eem, de Turnhout, de Willemstad, de Zevenbergen, de Bütgenbach, de Saint-Vith et de Besançon | Wilhelmine de Prusse                     |

#### Le titre royal pour le prince héritier
À la suite de l'établissement du royaume uni des Pays-Bas pour Guillaume Ier (1772-1843), le titre de prince d'Orange devient par la loi le titre porté par l'héritier du trône.
| No | Nom                              | Portrait | Blason | Héritier de         | Naissance        | Devient héritier de la Couronne               | Créé prince d'Orange                          | Cessé d'être prince d'Orange | Mort             | Autres titres                                     | Princesse ou prince consort d'Orange    |
| -- | -------------------------------- | -------- | ------ | ------------------- | ---------------- | --------------------------------------------- | --------------------------------------------- | ---------------------------- | ---------------- | ------------------------------------------------- | --------------------------------------- |
| 25 | Guillaume des Pays-Bas           |          |        | Guillaume Ier       | 6 décembre 1792  | 16 mars 1815 accession au trône de son père   | 16 mars 1815 accession au trône de son père   | 7 octobre 1840 devenu roi    | 17 mars 1849     | Prince des Pays-Bas, Prince d'Orange-Nassau       | Grande-duchesse Anna Pavlovna de Russie |
| 26 | Guillaume des Pays-Bas           |          |        | Guillaume II        | 19 février 1817  | 7 octobre 1840 accession au trône de son père | 7 octobre 1840 accession au trône de son père | 17 mars 1849 devenu roi      | 23 novembre 1890 | Prince des Pays-Bas, Prince d'Orange-Nassau       | Princesse Sophie de Wurtemberg          |
| 27 | Guillaume des Pays-Bas           |          |        | Guillaume III       | 4 septembre 1840 | 17 mars 1849 accession au trône de son père   | 17 mars 1849 accession au trône de son père   | 11 juin 1879                 | 11 juin 1879     | Prince des Pays-Bas, Prince d'Orange-Nassau       | Non marié                               |
| 28 | Alexandre des Pays-Bas           |          |        | Guillaume III       | 25 août 1851     | 11 juin 1879 mort de son frère                | 11 juin 1879 mort de son frère                | 21 juin 1884                 | 21 juin 1884     | Prince des Pays-Bas, Prince d'Orange-Nassau       | Non marié                               |
| 29 | Guillaume-Alexandre des Pays-Bas |          |        | Beatrix             | 27 avril 1967    | 30 avril 1980 accession au trône de sa mère   | 30 avril 1980 accession au trône de sa mère   | 30 avril 2013 devenu roi     |                  | Prince des Pays-Bas, Prince d'Orange-Nassau       | Máxima Zorreguieta                      |
| 30 | Catharina-Amalia des Pays-Bas    |          |        | Guillaume-Alexandre | 7 décembre 2003  | 30 avril 2013 accession au trône de son père  | 30 avril 2013 accession au trône de son père  |                              |                  | Princesse des Pays-Bas, Princesse d'Orange-Nassau |                                         |

## Littérature
Dans le roman catalan du XVe siècle Curial et Guelfe (Curial i Güelfa), la principauté d'Orange, et donc le titre, est octroyé au héros, Curial, par le roi de France.
Dans Le Poème du Rhône, de Frédéric Mistral, le personnage principal est le Prince héritier d'Orange, venu découvrir le pays de ses ancêtres.
Dans La Tulipe noire d'Alexandre Dumas, l'un des personnages principaux est le prince Souverain d'Orange, soutenu par les troupes orangistes face aux frères de Witt.